# Le Noir Dessein
Pour les articles homonymes, voir Dessein.
Le Noir Dessein (titre original : The Dark Design) est le troisième roman de la saga Le Fleuve de l'éternité de l'écrivain Philip José Farmer, paru en 1977 aux États-Unis.

## Résumé
Après le départ de Sam Clemens et du second bateau à aubes, le récit se concentre principalement sur la construction de deux dirigeables, un grand et un petit, et la constitution de ses équipages, avec en fil rouge le personnage Jil Gulbirra, féministe et insoumise à la classe masculine, pilote expérimentée de Zeppelin de son vivant. Cohabitant avec les démons de sa vie passée, elle entreprend involontairement, aux côtés du japonais Piscator et du français Cyrano, une véritable thérapie interne dans le but d'être désignée par Firebrass capitaine du dirigeable qui ira défier la mystérieuse Tour des Brumes du pôle Nord.
Cette conquête par les airs est entrecoupée parallèlement par Richard Burton, Sam Clemens, Peter Frigate et leurs compagnons d'infortune respectifs dans leur voyage au gré du fleuve.
Farmer complexifie davantage sa saga en faisant intervenir de nouveaux personnages (Nur el-Musafir, Tom Mix, mais surtout la classe dirigeante dans laquelle va évoluer Jil Gulbirra). De plus, le récit et les rumeurs qui circulent le long du fleuve commencent à livrer certains détails étonnants.
En comparaison avec les deux premiers tomes de la saga, ce troisième opus, plus fourni en images fortes, apparait comme plus baroque et psychologique à la fois, ponctué de questionnements métaphysiques et spirituels, à l'instar de Nur et Piscator, ou encore Frigate, personnifiant Farmer lui-même dans ses interrogations identitaires.

## Éditions françaises
- Robert Laffont, collection Ailleurs et Demain no 62, 1980  (ISBN 2-221-00532-5)
- J'ai lu, collection Science-fiction no 2074, 1986  (ISBN 2-277-22074-4)
- Le Livre de poche, collection SF no 7153, 1993  (ISBN 2-253-06282-0), réédition en 2001
- dans Le Cycle du fleuve - 1, avec Le Monde du fleuve et Le Bateau fabuleux, Robert Laffont, collection Ailleurs et Demain, 2003